# Philipp Lienhart
Philipp Lienhart (* 11. Juli 1996 in Lilienfeld) ist ein österreichischer Fußballspieler. Der Innenverteidiger steht seit Juli 2017 beim SC Freiburg unter Vertrag und spielt für die österreichische Nationalmannschaft.

## Karriere

### Verein

#### Anfänge in Wien
Lienhart kam mit elf Jahren in den Nachwuchs des SK Rapid Wien und durchlief dort sämtliche Ausbildungsstufen inklusive der Akademie. Zusätzlich besuchte er das Gymnasium in der Wiener Maroltingergasse, welches aufgrund einer Kooperation mit dem Verein ein fixer Bestandteil in der Ausbildung junger Rapid-Talente ist. Lienhart absolvierte insgesamt 28 Spiele in der zweiten Mannschaft des SK Rapid in der Regionalliga Ost.

#### Wechsel zu Real Madrid
Am 30. August 2014 wechselte Lienhart zunächst leihweise für ein Jahr in den Nachwuchs von Real Madrid. In diesem Jahr, in dem er u. a. sieben Spiele in der UEFA Youth League bestritt, konnte sich Lienhart bei Real für eine fixe Verpflichtung empfehlen, die am 14. August 2015 offiziell vollzogen wurde. In der Saison 2015/16 spielte er für Real Madrid Castilla, der zweiten Mannschaft von Real, die in der dritthöchsten spanischen Spielklasse Segunda División B antritt.
Nachdem Lienhart bereits im Oktober 2015 beim Primera-División-Spiel gegen UD Levante erstmals im Profikader von Real Madrid gestanden hatte, debütierte er am 2. Dezember 2015 für die Königlichen in der vierten Runde des Cups gegen den FC Cádiz, als ihn Trainer Rafael Benítez in der 77. Minute anstelle von James Rodríguez ins Spiel brachte. Er ist somit der erste Österreicher, der jemals für Real Madrid gespielt hat.  Als Mitglied des Champions-League-Kaders wurde er im Mai 2016 erstmals Champions-League-Sieger.
Anfang August 2016 wurde Lienhart für den UEFA Super Cup nominiert, kam aber beim 3:2-Sieg nach Verlängerung gegen den FC Sevilla nicht zum Einsatz. Als Mitglied des Champions-League-Kaders wurde er im Juni 2017 zum zweiten Mal Champions-League-Sieger.

#### SC Freiburg

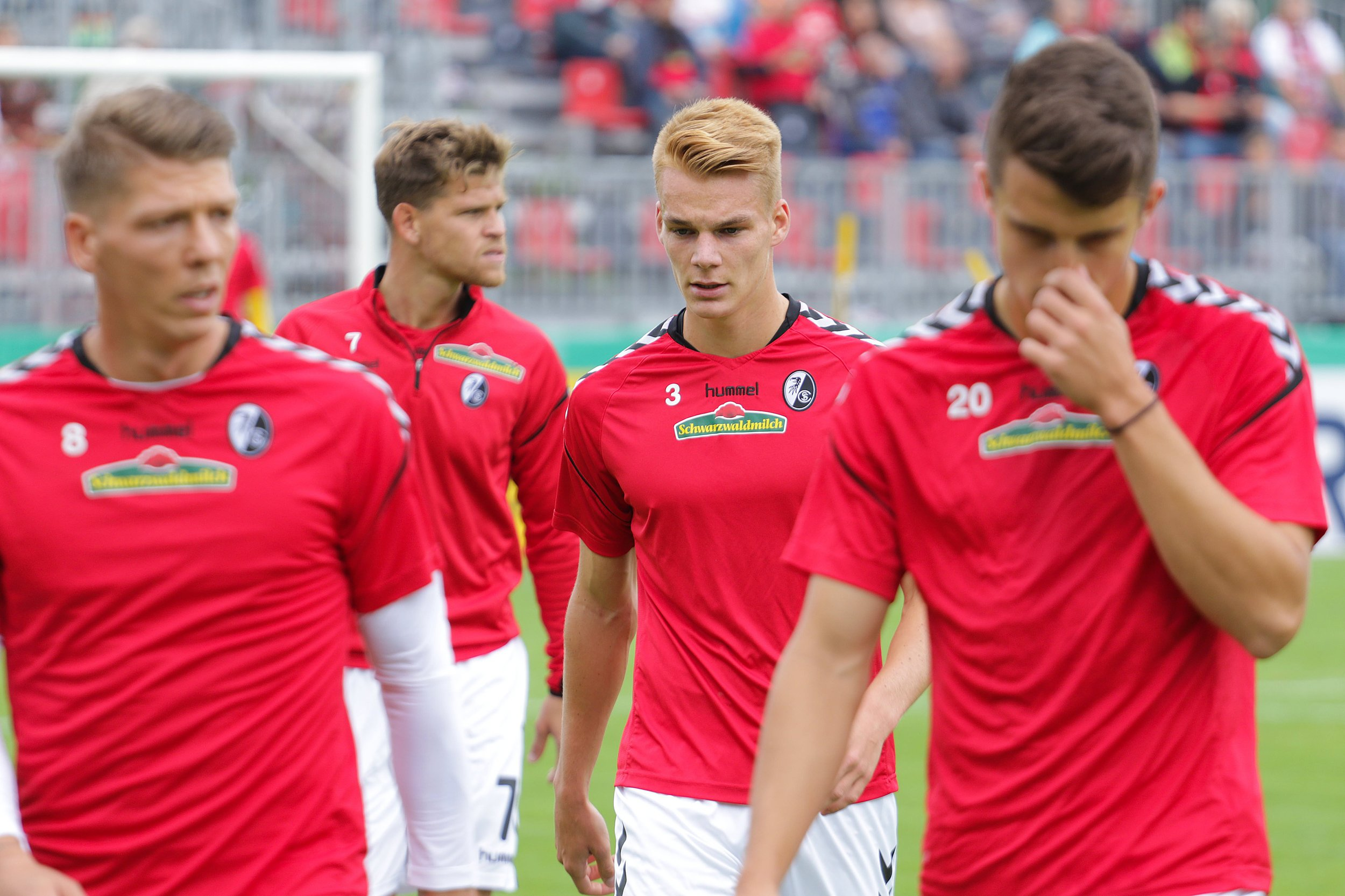
Lienhart (Mitte) im Trikot des SC Freiburg (2017)

Zur Saison 2017/18 wechselte Lienhart zunächst für ein Jahr auf Leihbasis (mit Kaufoption) in die Bundesliga zum SC Freiburg. Unter Christian Streich kam er in den ersten neun Ligaspielen stets in der Startelf zum Einsatz. Am neunten Spieltag am 22. Oktober zog sich Lienhart eine Muskel- und Sehnenverletzung im Knie zu und kam erst am 10. Dezember wieder zu einem Einsatz, bei dem er sich einen Teilriss des Außenbandes zuzog. Nachdem er diese Verletzung auskuriert hatte, kam er Anfang März noch auf einen Einsatz.
Zur Saison 2018/19 erwarb der SC Freiburg schließlich auch die Transferrechte an Lienhart. Im Juni 2023 verlängerte Lienhart seinen Vertrag, die Dauer des neuen Vertrags gab sein Verein SC Freiburg nicht bekannt.

### Nationalmannschaft
Lienhart kam beginnend von der U18, für die er am 5. März 2014 im Freundschaftsspiel gegen Slowenien debütierte, in allen österreichischen Jugendnationalteams zum Einsatz. So spielte er bei der U-19-Europameisterschaft 2014 in Ungarn, bei der Österreich bis ins Halbfinale kam sowie bei der U-20-Weltmeisterschaft 2015 in Neuseeland, bei der Österreich im Achtelfinale ausschied. Im Jahr 2015 absolvierte er darüber hinaus alle Spiele für die U21 in der Qualifikation zur U-21-Europameisterschaft 2017.
Im September 2017 wurde er als Ersatz für den verletzten Sebastian Prödl erstmals in den Kader der A-Nationalmannschaft berufen. Sein Debüt im Nationalteam gab er am 9. Oktober 2017, als er im WM-Qualifikationsspiel gegen Moldawien in der Startelf stand. Im Mai 2021 wurde er in den vorläufigen Kader Österreichs für die EM 2021 berufen und schaffte es schlussendlich auch in den endgültigen Kader, mit dem er bis zum Achtelfinale kam. Während des Turniers kam er zu zwei Einsätzen als Einwechselspieler.
Im Mai 2024 wurde er in den vorläufigen Kader Österreichs für die EM 2024 berufen und schaffte es schlussendlich auch in den endgültigen Kader.

## Titel und Erfolge
Real Madrid
- UEFA-Champions-League-Sieger: 2016 (ohne Einsatz), 2017 (ohne Einsatz)
- UEFA-Super-Cup-Sieger: 2016 (ohne Einsatz)